# Барре-Бюссоль
Барре́-Бюссо́ль (фр. Barrais-Bussolles) — коммуна во Франции, находится в регионе Овернь. Департамент коммуны — Алье. Входит в состав кантона Лапалис. Округ коммуны — Виши.
Код INSEE коммуны — 03017.
Образована в 1833 году в результате слияния бывших коммун Барре и Бюссоль.

## Население
Население коммуны на 2008 год составляло 214 человек.
| 1962 | 1968 | 1975 | 1982 | 1990 | 1999 | 2008 |
| ---- | ---- | ---- | ---- | ---- | ---- | ---- |
| 366  | 370  | 282  | 241  | 215  | 222  | 214  |

## Экономика
В 2007 году среди 130 человек в трудоспособном возрасте (15—64 лет) 104 были экономически активными, 26 — неактивными (показатель активности — 80,0 %, в 1999 году было 70,1 %). Из 104 активных работали 93 человека (55 мужчин и 38 женщин), безработных было 11 (4 мужчин и 7 женщин). Среди 26 неактивных 8 человек были учащимися или студентами, 6 — пенсионерами, 12 были неактивными по другим причинам.

## Достопримечательности
- Церковь XIII века в готическом стиле